# جمعية ميمونة
جمعية ميمونة هي منظمة مغربية غير ربحية تأسست في 7 أبريل 2007، وهي مكرسة للحفاظ على التراث والثقافة اليهودية المغربية.

## التاريخ
بدأت جمعية ميمونة كنادي يديره الطلاب في جامعة الأخوين في إفران. كانت تعرف في الأصل باسم نادي ميمونة.
في أغسطس 2012، أصبح نادي الطلاب منظمة غير ربحية مسجلة رسميًا باسم «جمعية ميمونة».

## مهمة
غالبًا ما يتم الاستشهاد بجمعية ميمونة باعتبارها الكيان الرائد في المغرب لمحاربة معاداة السامية وتعزيز العلاقات بين المسلمين واليهود. الجمعية عملت على تثقيف الشباب المغربي حول تاريخ المملكة اليهودي الغني. 
 «تحالف من الطلاب المسلمين الذين قاموا بمهمة تسليط الضوء على الجذور اليهودية العميقة المنسوجة في الثقافة المغربية». 

## أنشطة
- 2011: مؤتمر محمد الخامس: الصالحين بين الأمم.[6][7]
- 2014: قافلة التراث اليهودي المغربي.[8][9]
- 2016: توزيع الطعام في رمضان.[10]
- 2019: مؤتمر إفريقيا اليهودية.[11][12][13]

## تمييز
بفضل عمله مع جمعية ميمونة، المؤسس والرئيس، تم إدراج المهدي بودرة ضمن «أفضل 100 شخص يؤثرون بشكل إيجابي على الحياة اليهودية» في قائمة ألجيمينر 'J100' 2018.